# Giulio Cesare Tassoni
Giulio Cesare Tassoni (27 de fevereiro de 1859 - 10 de outubro de 1942) foi um general italiano. Ele foi governador da Tripolitânia por alguns meses em 1915.
Durante a Primeira Guerra Mundial, ele liderou o IV Corpo na sexta batalha de Isonzo em 1916, e mais tarde o 7.º Exército na batalha de Vittorio Veneto em 1918.